# Prithvi Raj Chauhan

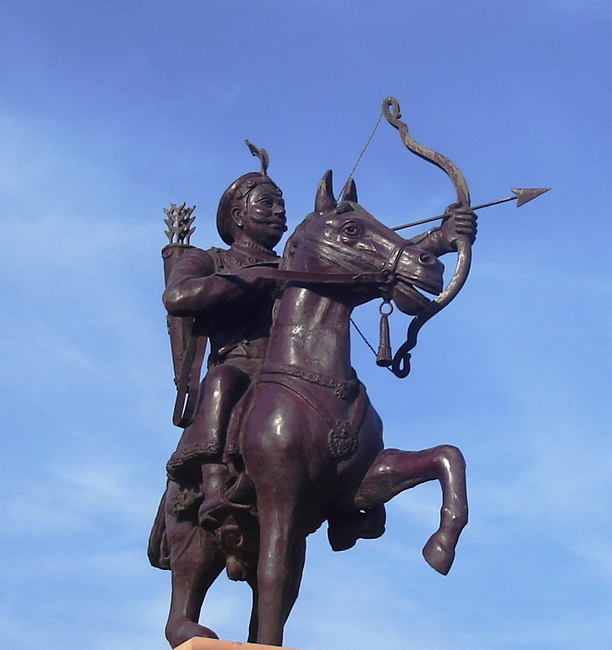

Prithvi Raj Chauhan ou Prithviraj III Chauhan (1168-1192) foi um antigo rei da Índia.